# كأس ألبانيا 1951
كأس ألبانيا 1951 (بالألبانية: Kupa e Republikës 1951‏) هو موسم من كأس ألبانيا. أشرف على تنظيمه اتحاد ألبانيا لكرة القدم، وفاز فيه دينامو تيرانا.